# Susanne Lorentzonová
Susanne Lorentzonová (* 11. června 1961, Västerås) je bývalá švédská atletka. Její specializací byl skok do výšky.
V roce 1980 reprezentovala na letních olympijských hrách v Moskvě, kde nepostoupila z kvalifikace. Dvakrát skončila sedmá na halovém mistrovství Evropy (1981, 1983). Nejlepšího výsledku dosáhla na světových halových hrách 1985 v Paříži, kde za výkon 194 cm získala stříbrnou medaili. V též roce obsadila čtvrté místo na HME v Pireu.